# Pijana Gora
Pijana Gora – wieś w Słowenii, w gminie Krško. W 2018 roku liczyła 10 mieszkańców.